# ヴィルヘルム・ステーンハンマル
カール・ヴィルヘルム・エウフェーン・ステーンハンマル（ステンハンマルとも、Carl Wilhelm Eugen Stenhammar, 1871年2月7日 - 1927年11月20日）は スウェーデンの作曲家、ピアニスト、指揮者。

## 生涯
1887年から1892年までストックホルムでピアノ・オルガン・作曲を学び、1892年春にピアニストとしてデビュー。同年秋から翌年まで、ベルリンにピアノ留学。この頃からステーンハンマルは、コンサート・ピアニストとして、熱心かつ積極的に活動を行う。とりわけ、作曲家・ヴァイオリニストトール・アウリンとのデュオや、アウリン弦楽四重奏団との共演に熱意を寄せた。
1897年秋に、初めて指揮者として公開演奏に乗り出し、これ以降、作曲活動を別とすれば、指揮が生涯の長きにわたって活動の中心を占めた。1900年か1901年にストックホルム王室歌劇場の楽長に就任。1906年または1907年から 1922年までの間、エーテボリ交響楽団（スウェーデン初のプロの常勤オーケストラ）の首席指揮者を務め、多くの同時代のスカンジナヴィアの音楽を上演した。1923年から1925年まで、再びストックホルム王室歌劇場の楽長に復帰。
1909年に短期間、ウプサラ大学の音楽監督を務めたが、翌年この職務をアルヴェーンに引き継いでいる。
ステーンハンマルは生涯を通して、スカンジナヴィアの音楽界で高い尊敬を勝ち得、多くの名声ある同僚たちと親交を保った。1916年にイェーテボリ大学より名誉博士の学位を受けた。

## 作風
ステーンハンマルは、スウェーデンの最も重要な作曲家の一人である。同世代のアルヴェーンとともに、ベルワルド以降の最も重要な交響曲作家でもある。
ステーンハンマルは、様式的に見て後期ロマン派音楽の作曲家である。当初は、完全にベートーヴェン、ワーグナー、ブルックナー、ブラームスらに影響されて、力強さと激しい情感を伝える重厚な作品を書いた。しかしながら、友人のニールセンやシベリウスの手引きで、そのような美学を疑うようになり、新ドイツ楽派から徐々に背を向けた。
1910年を境にステーンハンマルは、新しい理想を成熟させ、それ以降は、「北欧風」の抑揚を目標に掲げ、効果なしでも成り立つような、「透明で飾り気ない」音楽を作曲しようとした。この頃からステーンハンマルの作品は、民謡の旋律法にしたがって形成され、教会旋法の活用や、ある種の真に簡潔な表現によって、紛うことなき「スカンジナヴィア風」の抑揚が展開されている。それにもかかわらず、高度な作曲技法は、わけても明白なポリフォニーが表現に加味されることによっても明らかである。この新しい様式の典型的な作品が、ドーリア旋法を用いた『交響曲第2番』にほかならない。

## 作品

### 歌劇
- 『ソールハウグの宴』 作品6（1893年）
- 『ティルフィング』 作品15（1898年）

### 管弦楽曲
- 交響曲第1番ヘ長調 （1902年 - 1903年、撤回）
- 交響曲第2番ト短調作品34（1911年 - 1915年）
- 交響曲第3番ハ長調（1918年か1919年、断片的なスケッチ）
- セレナード ヘ長調 作品31（1908年 - 1913年、1919年 改訂）
- 演奏会用序曲『エクセルシオール!』[注 1]作品13（1896年）
- ピアノ協奏曲第1番変ロ短調 作品1（1893年）
- ピアノ協奏曲第2番ニ短調作品23（1904年 - 1907年）
- （ヴァイオリンと管弦楽のための）2つの感傷的なロマンス 作品28（1910年）

### 声楽曲
- カンタータ『一つの民族』 作品22（1905年）
- カンタータ『歌』 op.44（1921年）
- 合唱曲、約60曲の歌曲

### 室内楽曲
- 弦楽四重奏曲第1番ハ長調 作品2（1894年）
- 弦楽四重奏曲第2番ハ短調 作品14（1896年）
- 弦楽四重奏曲第3番ヘ長調 作品18（1900年）
- 弦楽四重奏曲第4番イ短調 作品25（1909年）
- 弦楽四重奏曲第5番ハ長調 作品29（1910年）
- 弦楽四重奏曲第6番ニ短調 作品35（1916年）
- ヴァイオリンソナタイ短調 作品19（1899年または1900年）

### ピアノ曲
- ピアノソナタ ハ長調（第1番）（1880年）
- ピアノソナタ ハ短調（第2番）（1881年）
- ピアノソナタ 変イ長調（第3番）（1885年）
- ピアノソナタ ト短調（第4番）（1890年）
- ピアノソナタ 変イ長調 作品12 （1895年）
- 3つの幻想的小曲集 作品11 （1895年）
- 5つの小品『晩夏の夜』作品33 （1914年）